# Lijst van wereldkampioenen stayeren
Het stayeren stond al op het programma bij het eerste wereldkampioenschap baanwielrennen in 1893. In 1993 werden de klassen amateurs en professionals samengevoegd tot één open klasse. Na het kampioenschap van 1994 besloot de UCI dit oude onderdeel te schrappen.

## Medaillewinnaars

### Amateurs
| Jaar                                                              | Plaats             | Goud                    | Zilver                 | Brons                |
| 1992                                                              | Valencia           | Carsten Podlesch        | Roland Königshofer     | David Solari         |
| 1991                                                              | Stuttgart          | Roland Königshofer      | David Solari           | Carsten Podlesch     |
| 1990                                                              | Maebashi           | Roland Königshofer      | David Solari           | Andrea Bellati       |
| 1989                                                              | Lyon               | Roland Königshofer      | Tonino Vittigli        | Thomas Königshofer   |
| 1988                                                              | Gent               | Gediskwalificeerd       | Roland Königshofer     | gediskwalificeerd    |
| 1987                                                              | Wenen              | Mario Gentili           | Vincenzo Colamartino   | Roland Königshofer   |
| 1986                                                              | Colorado Springs   | Mario Gentili           | Luigi Bieli            | Roland Königshofer   |
| 1985                                                              | Bassano del Grappa | Roberto Dotti           | Roland Königshofer     | Mario Gentili        |
| 1984                                                              | Barcelona          | Jan de Nijs             | Roberto Dotti          | Ralf Stambula        |
| 1983                                                              | Zürich             | Rainer Podlesch         | Mattheus Pronk         | Walter Baumgartner   |
| 1982                                                              | Leicester          | Gaby Minneboo           | Mattheus Pronk         | Rainer Podlesch      |
| 1981                                                              | Brno               | Mattheus Pronk          | Rainer Podlesch        | Max Hürzeler         |
| 1980                                                              | Besançon           | Gaby Minneboo           | Mattheus Pronk         | Bartolome Caldentey  |
| 1979                                                              | Amsterdam          | Mattheus Pronk          | Guido Van Meel         | Gaby Minneboo        |
| 1978                                                              | München            | Rainer Podlesch         | Mattheus Pronk         | Martin Rietveld      |
| 1977                                                              | San Cristóbal      | Gaby Minneboo           | Bartolome Caldentey    | Rainer Podlesch      |
| 1976                                                              | Monteroni di Lecce | Gaby Minneboo           | Bartolome Caldentey    | Rainer Podlesch      |
| 1975                                                              | Rocourt            | Gaby Minneboo           | Miguel Espinos         | Jean Pinsello        |
| 1974                                                              | Montreal           | Jean Breuer             | Martin Venix           | Miguel Espinos       |
| 1973                                                              | San Sebastián      | Horst Gnas              | Rainer Podlesch        | Gaby Minneboo        |
| 1972                                                              | Marseille          | Horst Gnas              | Jean Breuer            | Gaby Minneboo        |
| 1971                                                              | Varese             | Horst Gnas              | Rainer Podlesch        | Gaby Minneboo        |
| 1970                                                              | Leicester          | Cees Stam               | Horst Gnas             | Antonio CeDDR        |
| 1969                                                              | Antwerpen          | Bert Boom               | Cees Stam              | Jörg Peter           |
| 1968                                                              | Rome               | Giuseppe Grassi         | Cees Stam              | Benny Herger         |
| 1967                                                              | Amsterdam          | Piet de Wit             | Michail Markov         | Dries Helsloot       |
| 1966                                                              | Frankfurt am Main  | Piet de Wit             | Bert Romyn             | Christian Giscos     |
| 1965                                                              | San Sebastián      | Gabriel Mas             | Etienne Van Der Vieren | Alain Maréchal       |
| 1964                                                              | Parijs             | Jaap Oudkerk            | Jean Walschaerts       | Daniel Salmon        |
| 1963                                                              | Rocourt            | Romain De Loof          | Karl-Heinz Matthes     | Ueli Luginbhül       |
| 1962                                                              | Milaan             | Romain De Loof          | Hans Lauppi            | Christian Giscos     |
| 1961                                                              | Zürich             | Leendert van der Meulen | Siegfried Wustrow      | Georg Stoltze        |
| 1960                                                              | Leipzig            | Georg Stoltze           | Siegfried Wustrow      | Henk Buis            |
| 1959                                                              | Amsterdam          | Arie van Houwelingen    | Bernard Deconinck      | Lothar Meister       |
| 1958                                                              | Parijs             | Lothar Meister          | Heinz Wahl             | Arie van Houwelingen |
| 1920-1957: niet verreden                                          |                    |                         |                        |                      |
| 1915-1919: geen kampioenschap ten gevolge van Eerste Wereldoorlog |                    |                         |                        |                      |
| 1914                                                              | Kopenhagen         | Cor Blekemolen          | Jacques Van Ginkel     | Walter Stelzer       |
| 1913                                                              | Leipzig            | Leon Meredith           | Alex Beyer             | Cor Blekemolen       |
| 1912                                                              | Newark             | Leon Meredith           | Bertus Mulckhijze      | Pietro Lori          |
| 1911                                                              | Rome               | Henri Hens              | Louis Delbor           | Sydney F. Bailey     |
| 1910                                                              | Brussel            | Leon Meredith           | Maurice Cuzin          | Georges Patou        |
| 1909                                                              | Kopenhagen         | Leon Meredith           | Gustav Janke           | Léon Vanderstuyft    |
| 1908                                                              | Berlijn            | Leon Meredith           | Victor Tubbax          | Maurice Brocco       |
| 1907                                                              | Parijs             | Maurice Bardonneau      | Victor Tubbax          | Emile Eigeldinger    |
| 1906                                                              | Genève             | Leon Meredith           | Willy Mest             | Auguste Carremans    |
| 1905                                                              | Antwerpen          | Leon Meredith           | W.J. Pett              | George A. Olley      |
| 1904                                                              | Londen             | Edmond Audemars         | Vittorio Carlevaro     | Reinhold Herzog      |
| 1903                                                              | Kopenhagen         | Alfred Görnemann        | Fritz Keller           | Johan Dielhe         |
| 1902                                                              | Rome               | Heinrich Sievers        | Bruno Salzmann         | Alfred Görnemann     |
| 1901                                                              | Berlijn            | Louis Bastien           | Wilhelm Henie          | Roger Hildebrand     |
| 1900                                                              | Parijs             | John Nelson             | Robert Goodson         | William Riddle       |
| 1899                                                              | Montreal           | Albert-John Cherry      | Gustav Graben          | Anton Huneck         |
| 1898                                                              | Wenen              | Edward Gould            | Emile Ouzon            | Rasmond Tjoerby      |
| 1897                                                              | Glasgow            | Ferdinand Ponscarme     | Michael Djakoff        | Andreas Hansen       |
| 1896                                                              | Kopenhagen         | Mathieu Cordang         | Cees Witteveen         | Wilhelm Henie        |
| 1895                                                              | Keulen             | Wilhelm Henie           | Jack Green             | Jan Van Oolen        |
| 1894                                                              | Antwerpen          | Lawrence Meintjes       | Charles Albrecht       | B. Ulbricht          |
| 1893                                                              | Chicago            | Niet verreden           | Niet verreden          | Niet verreden        |

### Professionals (open sinds 1993)
| Jaar                                                              | Plaats             | Goud                  | Zilver                | Brons                 |
| 1994                                                              | Palermo            | Carsten Podlesch      | Roland Königshofer    | Alessandro Tessin     |
| 1993                                                              | Hamar              | Jens Veggerby         | Roland Königshofer    | Carsten Podlesch      |
| 1992                                                              | Valencia           | Peter Steiger         | Jens Veggerby         | Antonio Fanelli       |
| 1991                                                              | Stuttgart          | Danny Clark           | Peter Steiger         | Arno Kuttel           |
| 1990                                                              | Maebashi           | Walter Brugna         | Peter Steiger         | Danny Clark           |
| 1989                                                              | Lyon               | Giovanni Renosto      | Walter Brugna         | Torsten Rellensmann   |
| 1988                                                              | Gent               | Danny Clark           | Constant Tourné       | Walter Brugna         |
| 1987                                                              | Wenen              | Max Hürzeler          | Danny Clark           | Werner Betz           |
| 1986                                                              | Colorado Springs   | Bruno Vicino          | Constant Tourné       | Giovanni Renosto      |
| 1985                                                              | Bassano del Grappa | Bruno Vicino          | Danny Clark           | Werner Betz           |
| 1984                                                              | Barcelona          | Horst Schütz          | Max Hürzeler          | Constant Tourné       |
| 1983                                                              | Zürich             | Bruno Vicino          | René Kos              | Martin Havik          |
| 1982                                                              | Leicester          | Martin Venix          | Wilfried Peffgen      | Bruno Vicino          |
| 1981                                                              | Brno               | René Kos              | Bruno Vicino          | Wilfried Peffgen      |
| 1980                                                              | Besançon           | Wilfried Peffgen      | René Kos              | Bruno Vicino          |
| 1979                                                              | Amsterdam          | Martin Venix          | Wilfried Peffgen      | Cees Stam             |
| 1978                                                              | München            | Wilfried Peffgen      | Martin Venix          | Cees Stam             |
| 1977                                                              | San Cristóbal      | Cees Stam             | Wilfried Peffgen      | Pietro Algeri         |
| 1976                                                              | Monteroni di Lecce | Wilfried Peffgen      | Cees Stam             | Walter Avogradi       |
| 1975                                                              | Rocourt            | Dieter Kemper         | Cees Stam             | Jan Breur             |
| 1974                                                              | Montreal           | Cees Stam             | Theo Verschueren      | Attilio Benfatto      |
| 1973                                                              | San Sebastián      | Cees Stam             | Piet de Wit           | Christian Raymond     |
| 1972                                                              | Marseille          | Theo Verschueren      | Cees Stam             | Dieter Kemper         |
| 1971                                                              | Varese             | Theo Verschueren      | Jaap Oudkerk          | Domenico De Lillo     |
| 1970                                                              | Leicester          | Ehrenfried Rudolph    | Theo Verschueren      | Piet de Wit           |
| 1969                                                              | Antwerpen          | Jaap Oudkerk          | Theo Verschueren      | Domenico De Lillo     |
| 1968                                                              | Rome               | Leo Proost            | Piet de Wit           | Ehrenfried Rudolph    |
| 1967                                                              | Amsterdam          | Leo Proost            | Romain De Loof        | Domenico De Lillo     |
| 1966                                                              | Frankfurt am Main  | Romain De Loof        | Ehrenfried Rudolph    | Leo Proost            |
| 1965                                                              | San Sebastián      | Guillermo Timoner     | Romain De Loof        | Jaap Oudkerk          |
| 1964                                                              | Parijs             | Guillermo Timoner     | Leo Proost            | Karl-Heinz Marsell    |
| 1963                                                              | Rocourt            | Leo Proost            | Paul Depaepe          | Robert Varnajo        |
| 1962                                                              | Milaan             | Guillermo Timoner     | Paul Depaepe          | Leo Wickihalder       |
| 1961                                                              | Zürich             | Karl-Heinz Marsell    | Paul Depaepe          | Max Meier             |
| 1960                                                              | Leipzig            | Guillermo Timoner     | Martin Wierstra       | Norbert Koch          |
| 1959                                                              | Amsterdam          | Guillermo Timoner     | Walter Bucher         | Norbert Koch          |
| 1958                                                              | Parijs             | Walter Bucher         | Guillermo Timoner     | Wout Wagtmans         |
| 1957                                                              | Rocourt            | Paul Depaepe          | Walter Bucher         | Graham French         |
| 1956                                                              | Kopenhagen         | Graham French         | Guillermo Timoner     | Walter Bucher         |
| 1955                                                              | Milaan             | Guillermo Timoner     | Walter Bucher         | Giuseppe Martino      |
| 1954                                                              | Keulen             | Adolph Verschueren    | Jan Pronk             | Joe Bunker            |
| 1953                                                              | Zürich             | Adolph Verschueren    | Roger Queugnet        | Henri Lemoine         |
| 1952                                                              | Parijs             | Adolph Verschueren    | Walter Lohmann        | Henri Lemoine         |
| 1951                                                              | Milaan             | Jan Pronk             | Andreas Leliaert      | Henri Lemoine         |
| 1950                                                              | Rocourt            | Raoul Lesueur         | Jan Pronk             | Georges fils Seres    |
| 1949                                                              | Kopenhagen         | Elia Frosio           | Jan Pronk             | Raoul Lesueur         |
| 1948                                                              | Amsterdam          | Jean-Jacques Lamboley | Elia Frosio           | August Meuleman       |
| 1947                                                              | Parijs             | Raoul Lesueur         | Jean-Jacques Lamboley | Jan Pronk             |
| 1946                                                              | Zürich             | Elia Frosio           | Jacques Besson        | Louis Chaillot        |
| 1939-1945: geen kampioenschap ten gevolge van Tweede Wereldoorlog |                    |                       |                       |                       |
| 1938                                                              | Amsterdam          | Erich Metze           | Walter Lohmann        | Eduardo Severgnini    |
| 1937                                                              | Kopenhagen         | Walter Lohmann        | Ernest Terreau        | Adolf Schön           |
| 1936                                                              | Zürich             | André Renaud          | Charles Lacquehay     | Georges Ronsse        |
| 1935                                                              | Brussel            | Charles Lacquehay     | Erich Metze           | Georges Ronsse        |
| 1934                                                              | Leipzig            | Erich Metze           | Paul Krewer           | Eduardo Severgnini    |
| 1933                                                              | Parijs             | Charles Lacquehay     | Franco Giorgetti      | Erich Metze           |
| 1932                                                              | Rome               | Georges Paillard      | Walter Sawall         | Erich Möller          |
| 1931                                                              | Kopenhagen         | Walter Sawall         | Erich Möller          | Victor Linart         |
| 1930                                                              | Brussel            | Erich Möller          | Georges Paillard      | Robert "Toto" Grassin |
| 1929                                                              | Zürich             | Georges Paillard      | Victor Linart         | Paul Krewer           |
| 1928                                                              | Boedapest          | Walter Sawall         | Henri Breau           | Victor Linart         |
| 1927                                                              | Keulen             | Victor Linart         | Paul Krewer           | Walter Sawall         |
| 1926                                                              | Milaan             | Victor Linart         | Gustave Ganay         | Paul Suter            |
| 1925                                                              | Amsterdam          | Robert "Toto" Grassin | Jan Snoek             | Georges Seres         |
| 1924                                                              | Parijs             | Victor Linart         | Georges Seres         | L. Toricelli          |
| 1923                                                              | Zürich             | Paul Suter            | Léon Parisot          | Karl Wittig           |
| 1922                                                              | Parijs             | Léon Vanderstuyft     | Paul Suter            | Gustave Ganay         |
| 1921                                                              | Kopenhagen         | Victor Linart         | Paul Suter            | Paul Guignard         |
| 1920                                                              | Antwerpen          | Georges Seres         | Victor Linart         | Paul Suter            |
| 1915-1919: geen kampioenschap ten gevolge van Eerste Wereldoorlog |                    |                       |                       |                       |
| 1914                                                              | Kopenhagen         | niet verreden         | niet verreden         | niet verreden         |
| 1913                                                              | Leipzig            | Paul Guignard         | Jules Miquel          | Richard Schuermann    |
| 1912                                                              | Newark             | George Wiley          | Elmer Collins         | James-Henri Moran     |
| 1911                                                              | Rome               | Georges Parent        | Louis Darragon        | James-Henri Moran     |
| 1910                                                              | Brussel            | Georges Parent        | Léon Vanderstuyft     | Bob Walthour sr.      |
| 1909                                                              | Kopenhagen         | Georges Parent        | Louis Darragon        | Nat Butler            |
| 1908                                                              | Berlijn            | Fritz Ryser           | Eugenio Bruni         | Arthur Vanderstuyft   |
| 1907                                                              | Parijs             | Louis Darragon        | Karel Verbist         | Georges Parent        |
| 1906                                                              | Genève             | Louis Darragon        | Arthur Vanderstuyft   | Schwitzgubel          |
| 1905                                                              | Antwerpen          | Bob Walthour sr.      | Paul Guignard         | Piet Dickentman       |
| 1904                                                              | Londen             | Bob Walthour sr.      | César Simar           | Arthur Vanderstuyft   |
| 1903                                                              | Kopenhagen         | Piet Dickentman       | Thaddaüs Robl         | Alfred Görnemann      |
| 1902                                                              | Rome               | Thaddaüs Robl         | Émile Bouhours        | Edouard Taylor        |
| 1901                                                              | Berlijn            | Thaddaüs Robl         | Piet Dickentman       | Fritz Ryser           |
| 1900                                                              | Parijs             | Constant Huret        | Edouard Taylor        | Émile Bouhours        |
| 1899                                                              | Montreal           | Harry Gibson          | Hugh McLean           | Ken Boake             |
| 1898                                                              | Wenen              | Richard Palmer        |                       |                       |
| 1897                                                              | Glasgow            | Jack-William Stocks   | Arthur-Adalbert Chase | Fred Armstrong        |
| 1896                                                              | Kopenhagen         | Arthur-Adalbert Chase | Jack-William Stocks   | Ferenc Gerger         |
| 1895                                                              | Keulen             | Jimmy Michael         | Henri Luyten          | Hans Hofmann          |

Edities

1893 ·
1894 ·
1895 ·
1896 ·
1897 ·
1898 ·
1899 ·
1900 ·
1901 ·
1902 ·
1903 ·
1904 ·
1905 ·
1906 ·
1907 ·
1908 ·
1909 ·
1910 ·
1911 ·
1912 ·
1913 ·
1914 ·
1915 · 1916 · 1917 · 1918 · 1919 ·
1920 ·
1921 ·
1922 ·
1923 ·
1924 ·
1925 ·
1926 ·
1927 ·
1928 ·
1929 ·
1930 ·
1931 ·
1932 ·
1933 ·
1934 ·
1935 ·
1936 ·
1937 ·
1938 ·
1939 ·
1940 · 1941 · 1942 · 1943 · 1944 · 1945 ·
1946 ·
1947 ·
1948 ·
1949 ·
1950 ·
1951 ·
1952 ·
1953 ·
1954 ·
1955 ·
1956 ·
1957 ·
1958 ·
1959 ·
1960 ·
1961 ·
1962 ·
1963 ·
1964 ·
1965 ·
1966 ·
1967 ·
1968 ·
1969 ·
1970 ·
1971 ·
1972 ·
1973 ·
1974 ·
1975 ·
1976 ·
1977 ·
1978 ·
1979 ·
1980 ·
1981 ·
1982 ·
1983 ·
1984 ·
1985 ·
1986 ·
1987 ·
1988 ·
1989 ·
1990 ·
1991 ·
1992 ·
1993 ·
1994 ·
1995 ·
1996 ·
1997 ·
1998 ·
1999 ·
2000 ·
2001 ·
2002 ·
2003 ·
2004 ·
2005 ·
2006 ·
2007 ·
2008 ·
2009 ·
2010 ·
2011 ·
2012 · 
2013 · 
2014 · 
2015 · 
2016 · 
2017 · 
2018 · 
2019 · 
2020 · 
2021 · 
2022 · 
2023 ·
2024 ·
2025 ·

Onderdelen

Achtervolging (individueel) · 
afvalkoers · 
keirin · 
koppelkoers · 
omnium · 
ploegenachtervolging · 
puntenkoers · 
scratch · 
sprint · 
teamsprint ·  
tijdrijden

Voormalig:
stayeren ·
tandem